# Bellevue (Michigan)
Pour les articles homonymes, voir Bellevue.
Bellevue est un village du comté d'Eaton dans le Michigan, aux États-Unis.

## Géographie
Selon le Bureau du recensement des États-Unis, le village a une superficie totale de 1,10 miles carrés (2,85 km2), dont 1,02 miles carrés (2,64 km2) de terre et 0,08 miles carrés (0,21 km2) d'eau.

## Histoire
Bellevue a été fondée en 1833 par le capitaine Reuben Fitzgerald, un vétéran de la guerre de 1812. Bellevue a également été la première ville fondée dans le comté d'Eaton, le siège original du comté d'Eaton et l'emplacement du palais de justice du comté jusqu'à la fondation de la ville de Charlotte. Le côté ouest de la ville abrite un banc de calcaire, qui a été exploité en continu pendant plus d'un siècle et a été utilisé pour la construction du Capitole de l'État du Michigan. La carrière de calcaire a été préservée grâce aux efforts de Darwin W. Kuhl. Bellevue abrite également l'usine de ciment abandonnée nommée Burt Portland. L'usine a ouvert en 1904 et est devenue l'une des plus grandes du Michigan. Elle a fermé pour faillite en 1928. Également appelée la « marque Burt de ciment Portland Rock », l'usine expédiait des produits dans tout l'État, ainsi que dans l'Ohio, l'Indiana, l'Illinois et le Wisconsin. Les ruines se trouvent toujours dans le sud-ouest de Bellevue, près du parc environnemental. Bellevue abrite également un moulin de style gothique qui produit de l'hydroélectricité grâce à un barrage construit en 1852 par Isaac Crary.